# Nymphon sarsii
Nymphon sarsii är en havsspindelart som beskrevs av Meinert, F. 1898. Nymphon sarsii ingår i släktet Nymphon och familjen Nymphonidae. Inga underarter finns listade i Catalogue of Life.